# 神長恒一
神長 恒一（かみなが こういち、1967年 - ）は、東京都出身のアナキスト、アクティヴィスト、介護ヘルパー。

## 人物
1967年、東京生まれ。
早稲田大学第二文学部卒業後、東武百貨店に就職するが10ヶ月で退社。
1992年に、ぺぺ長谷川ら友人たちと「だめ連」を結成。
1993年、だめ連のミニコミ『にんげんかいほう（27年の孤独）』を創刊。
1995年ころ、共同保育「沈没家族」に参加する。
1998年、早稲田でオルタナティブスペース「あかね」をだめ連界隈の仲間たちとオープン。（現在は脱退）。
2001年より数年間、DIYミニレイヴパーティー「だめトランス」を主催。
2005年より数年間、ネットラジオ「Radio Freedom」を鶴見済、ココペリと行う。
2007年ころより、パートナーであるいかと「カミイカナイト」「さらばアベパーティー」「ぬけ組」などのさまざまな抗議アクションやオルタナティブなイベントを行う。
2013年、「原発・憲法・TPP・生保がヤバい！それでも自民に入れちゃうの？デモ」を友人たちと行う。
2015年、「さらば戦争法案　平和コンサート」を井の頭公園野外ステージで友人たちと開催。
2017年、「カネの奴隷はいちぬけたデモ」を行う。
2019年、みんなで語りあおう会「無職・フリーター・ひきこもりはどう生きていくのか！？」をいかと開催。
2021年、多摩川の河原で友人たちとゲリラ畑を始める。

## 著書、編著
- 『だめ連宣言！』 だめ連・編　作品社 1999年 ISBN 4-87893-318-6
- 『だめ！』 だめ連・編　河出書房新社 1999年 ISBN 4-309-01268-X
- 『だめ連の「働かないで生きるには？！」』 ぺぺ長谷川共著 筑摩書房 2000年 ISBN 4-480-86327-3
- 『現代思想 特集・ストリート・カルチャー』 青土社 1997年 ISBN 4-7917-1016-9
- 小説「ダメの革命」 『鳩よ！』2001年5月～7月号（マガジンハウス）
- 小説「ダメの交流」 『鳩よ！』2002年2月～5月号（マガジンハウス）
- 『狂い咲け、フリーダム アナキズム・アンソロジー』 栗原康・編 ちくま文庫 2018年 ISBN 978-4-480-43535-4
- 『だめ連の資本主義よりたのしく生きる』 ペペ長谷川共著 現代書館 2024年 ISBN 4-7684-5953-6

## 映画
- 『にくだんご』　監督作品　1996年

　「にくだんご」というボディセラピーを行う実験ドキュメンタリー映画。97年、イメージ・フォーラム・フェスティバル特選。

## 出演
- デモクラシータイムス（YouTube、2024年11月1日）